# Nordland Papier
Die Nordland Papier GmbH ist eine Papierfabrik mit Sitz in Dörpen (Emsland). Sie ist Teil des finnischen UPM-Kymmene-Konzerns. Im Außenauftritt benutzt die Nordland Papier für Produkte, Standorte und Webseite die Konzernmarke UPM.
Die Papierfabrik gehört mit einer Kapazität von 1,3 Mio. Tonnen pro Jahr zu den größten Produzenten für Feinpapier in Europa. Im Werk sind rund 1.300 Mitarbeiter beschäftigt (Stand 2018). Es befinden sich vier Feinpapiermaschinen und zwei Streichmaschinen im Werk, das 1967 gegründet wurde. Der Zellstoff für die Papierherstellung wird vom eigenen Mutterkonzern über den Stichkanal Dörpen des Küstenkanals angeliefert. Im Jahre 2020 erzielte Nordland Papier 26 % seines Umsatzes im Inland, 74 % durch Exporte.